# Pied cube
 (mars 2025).
La mise en forme du texte ne suit pas les recommandations de Wikipédia : il faut le « wikifier ».
Les points d'amélioration suivants sont les cas les plus fréquents. Le détail des points à revoir est peut-être précisé sur la page de discussion.
- Les titres sont pré-formatés par le logiciel. Ils ne sont ni en capitales, ni en gras.
- Le texte ne doit pas être écrit en capitales (les noms de famille non plus), ni en gras, ni en italique, ni en « petit »…
- Le gras n'est utilisé que pour surligner le titre de l'article dans l'introduction, une seule fois.
- L'italique est rarement utilisé : mots en langue étrangère, titres d'œuvres, noms de bateaux, etc.
- Les citations ne sont pas en italique mais en corps de texte normal. Elles sont entourées par des guillemets français : « et ».
- Les listes à puces sont à éviter, des paragraphes rédigés étant largement préférés. Les tableaux sont à réserver à la présentation de données structurées (résultats, etc.).
- Les appels de note de bas de page (petits chiffres en exposant, introduits par l'outil «  Source ») sont à placer entre la fin de phrase et le point final[comme ça].
- Les liens internes (vers d'autres articles de Wikipédia) sont à choisir avec parcimonie. Créez des liens vers des articles approfondissant le sujet. Les termes génériques sans rapport avec le sujet sont à éviter, ainsi que les répétitions de liens vers un même terme.
- Les liens externes sont à placer uniquement dans une section « Liens externes », à la fin de l'article. Ces liens sont à choisir avec parcimonie suivant les règles définies. Si un lien sert de source à l'article, son insertion dans le texte est à faire par les notes de bas de page.
- La présentation des références doit suivre les conventions bibliographiques. Il est recommandé d'utiliser les modèles {{Ouvrage}}, {{Chapitre}}, {{Article}}, {{Lien web}} et/ou {{Bibliographie}}. Le mode d'édition visuel peut mettre en forme automatiquement les références.
- Insérer une infobox (cadre d'informations à droite) n'est pas obligatoire pour parachever la mise en page.

Pour une aide détaillée, merci de consulter Aide:Wikification.
Si vous pensez que ces points ont été résolus, vous pouvez retirer ce bandeau et améliorer la mise en forme d'un autre article.
Le pied cube anglais cubic foot (symbol ft3 or cu ft) est une unité de volume d'un cube d'un pied de côté. Elle est principalement utilisée aux États-Unis. Elle est notée cu ft et vaut 28,31685 litres (environ 1⁄35 de mètre cube).
À 60 °F (15,6 °C), un pied cube d'eau pèse 28,29 kg (62,37 lb) ({{conversion|62,37|lb|kg|abbr=on}}).

## Conversions
| 1 pied cube | = 1728 de pouces cubes             |
|             | = 1⁄27 de yards cube               |
|             | ≈ 0.037037 y3                      |
|             | = 0.028317 m3                      |
|             | = 28.316846592 L                   |
|             | = 576⁄77 de gallon US              |
|             | ≈ 7.4805 gal US                    |
|             | = 73728⁄77 d'onces liquides US     |
|             | ≈ 957.5065 US fl oz                |
|             | ≈ 6,2288 gallons impériaux         |
|             | ≈ 996,61 onces liquides impériales |
|             | ≈ 0,80356 boisseaux américains     |
|             | ≈ 0,17811 baril de pétrole         |

## Symboles et abréviations
Le symbole IEEE pour le pied cube est ft3. Les abréviations suivantes sont utilisées : cubic feet, cubic foot, cubic ft, cu feet, cu foot, cu ft, cu.ft, cuft, cb ft, cb.ft, cbft, cbf, feet3, foot3, ft3, feet/-3, foot/-3, ft/-3.
Des multiples plus importants sont d'usage courant dans le commerce et l'industrie aux États-Unis :
- CCF ou HCF : Centum (cent en latin) pieds cubes(100 ft3).
  - Utilisé pour la facturation du gaz naturel et de l'eau livrés aux ménages.
- MCF : Mille pieds cubes (1000 ft3).
- MMCF : Mille milles pieds cubes (1 000 000 ft3).
  - Utilisé dans l'industrie du pétrole et du gaz.
- BCF ou TMC : milliard ou millier de millions de pieds cubes (1 000 000 000 ft3).
  - Le TMC est généralement utilisé pour désigner la capacité de stockage et le volume de stockage réel des barrages de stockage.
- TCF : Trillion cubic feet (1 000 000 000 000 ft3).
  - Utilisé dans l'industrie du pétrole et du gaz.

## Pieds cubes par seconde et débits correspondants
« Cusec » redirige ici. Pour les autres significations, voir Cusec (homonymie) et Canadian University Software Engineering Conference.
Le symbole IEEE pour le pied cube par seconde est ft3/s. Les abréviations suivantes sont également parfois utilisées :
- ft3/sec
- cu ft/s
- cfs or CFS
- cusec
- second-feet

Le débit ou l'écoulement des cours d'eau, c'est-à-dire le volume d'eau passant à un endroit par unité de temps, est couramment exprimé en unités de pieds cubes par seconde ou de mètres cubes par seconde.
Le cusec est une unité de débit, utilisée principalement aux États-Unis dans le contexte de l'écoulement de l'eau, notamment des rivières et des canaux.
Conversions: 1 ft3s−1 = 0.028316847 m3⋅s−1 = 28.316847 L⋅s−1 = 1.699 m3⋅min−1 = 1699 L⋅min−1

### Pieds cubes par minute
Le symbole IEEE du pied cube par minute est ft3/min. Les abréviations suivantes sont utilisées :
- cu ft/min
- cufm
- cfm ou CFM
- cfpm ou CFPM

Les pieds cubes par minute sont utilisés pour mesurer la quantité d'air fournie, et c'est une mesure courante utilisée pour les carburateurs, les outils pneumatiques et les systèmes de compresseurs d'air.

## Pied cube standard
Un pied cube standard (abrégé scf) est une mesure de la quantité de gaz, parfois [clarification nécessaire] définie en termes de température et de pression standard comme un pied cube de volume à 60 degrés Fahrenheit (15,56 °C ; 288,71 K) et 14,7 livres par pouce carré (PSI) (1,01 bar ; 101,35 kPa) de pression.